# Norddeich (Dithmarschen)
Norddeich ist eine Gemeinde im Kreis Dithmarschen in Schleswig-Holstein.

## Geografie

### Lage
Norddeich liegt nördlich von Wesselburen und lag einst direkt an der Nordsee. 

### Gemeindegliederung
Neben Norddeich liegen Balkhemm und Hauberg im Gemeindegebiet.

### Nachbargemeinden
Nachbargemeinden sind im Uhrzeigersinn im Nordwesten beginnend die Gemeinden Wesselburenerkoog und Schülp, die Stadt Wesselburen sowie die Gemeinden Süderdeich und Hellschen-Heringsand-Unterschaar (alle im Kreis Dithmarschen).

## Geschichte
Am 1. April 1934 wurde die Kirchspielslandgemeinde Wesselburen aufgelöst. Alle ihre Dorfschaften, Dorfgemeinden und Bauerschaften wurden zu selbständigen Gemeinden/Landgemeinden, so auch Norddeich. Damals hatte Norddeich 474 Einwohner.

## Politik

### Gemeindevertretung
Bei der Kommunalwahl am 14. Mai 2023 wurden insgesamt neun Sitze vergeben. Diese fielen alle an die Wählergemeinschaft Norddeich. Die Wahlbeteiligung betrug 54,3 %.

### Wappen

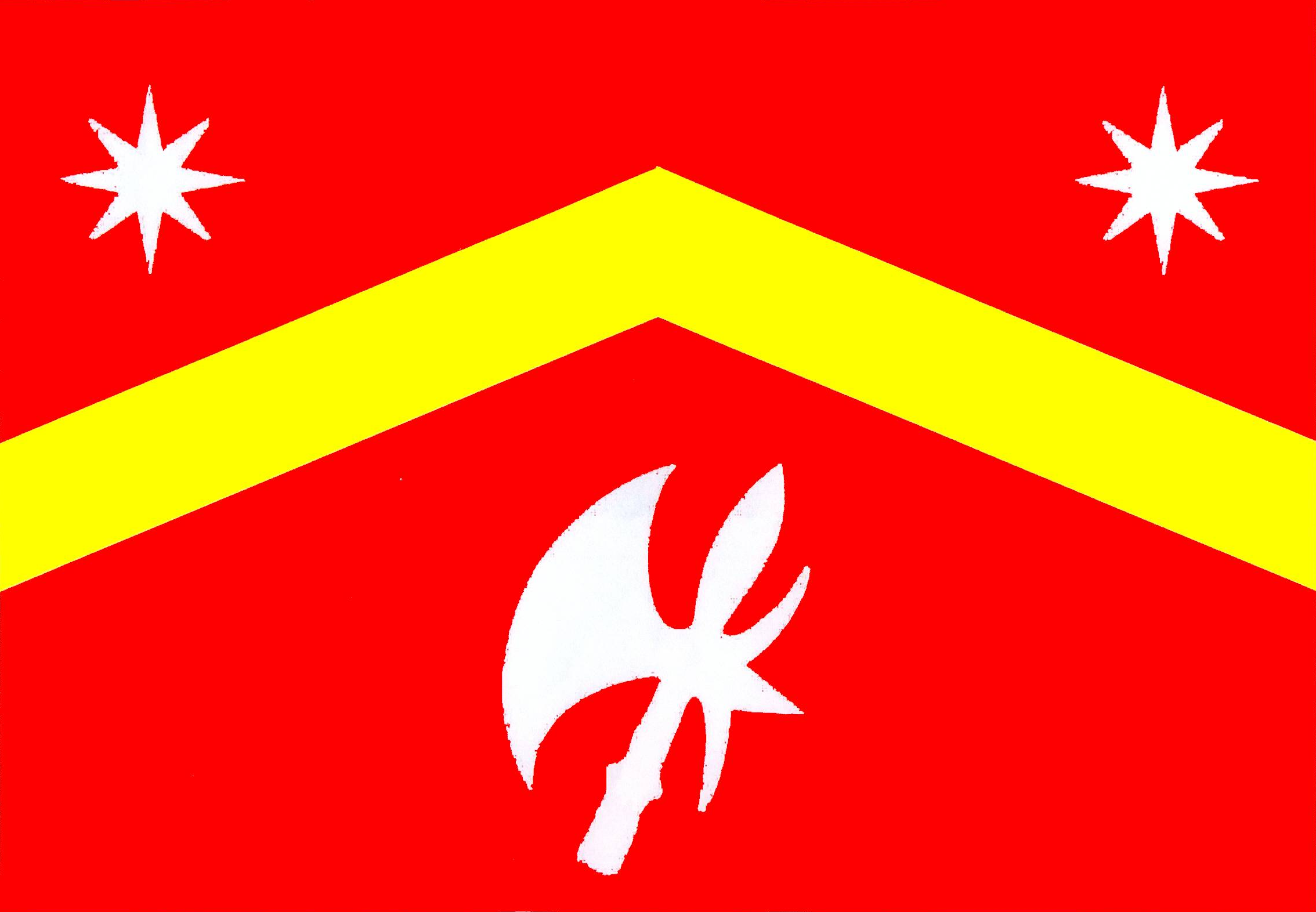
Flagge von Norddeich

Blasonierung: „In Rot ein goldener Sparren, oben rechts und links je ein silberner Stern, unten eine silberne schräg linksgerichtete wachsende Hellebarde.“
Seit dem Frühjahr 2003 führt die Gemeinde Norddeich ein eigenes Wappen. Die Sterne symbolisieren einerseits die nördliche Lage der Gemeinde im Kirchspiel Wesselburen und zum zweiten die vor Jahrhunderten in Norddeich ansässig gewesenen Geschlechter, die in ihren Wappen unter anderem den Nordstern führten, wie z. B. die Vogdemannen und Beensmannen. Der Sparren symbolisiert die Deichlinie des so genannten „Goldenen Ringes“, die den Bauern die Umstellung auf die Getreidewirtschaft erlaubte. Die Hellebarde erinnert an den Vogt Ralves Karsten aus Norddeich, der 1430 bis 1434 gegen die Ausweitung der Rechtsansprüche der Hamburger an der Unterelbe militärisch vorging und damit die Entwicklung der Region entscheidend beeinflusste.

## Ehrenmal

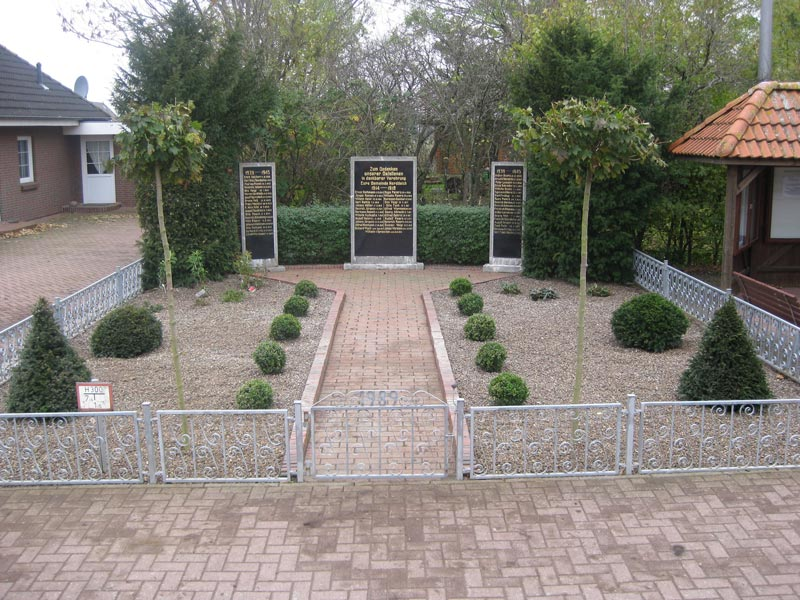
Ehrenmal in Norddeich (2013)
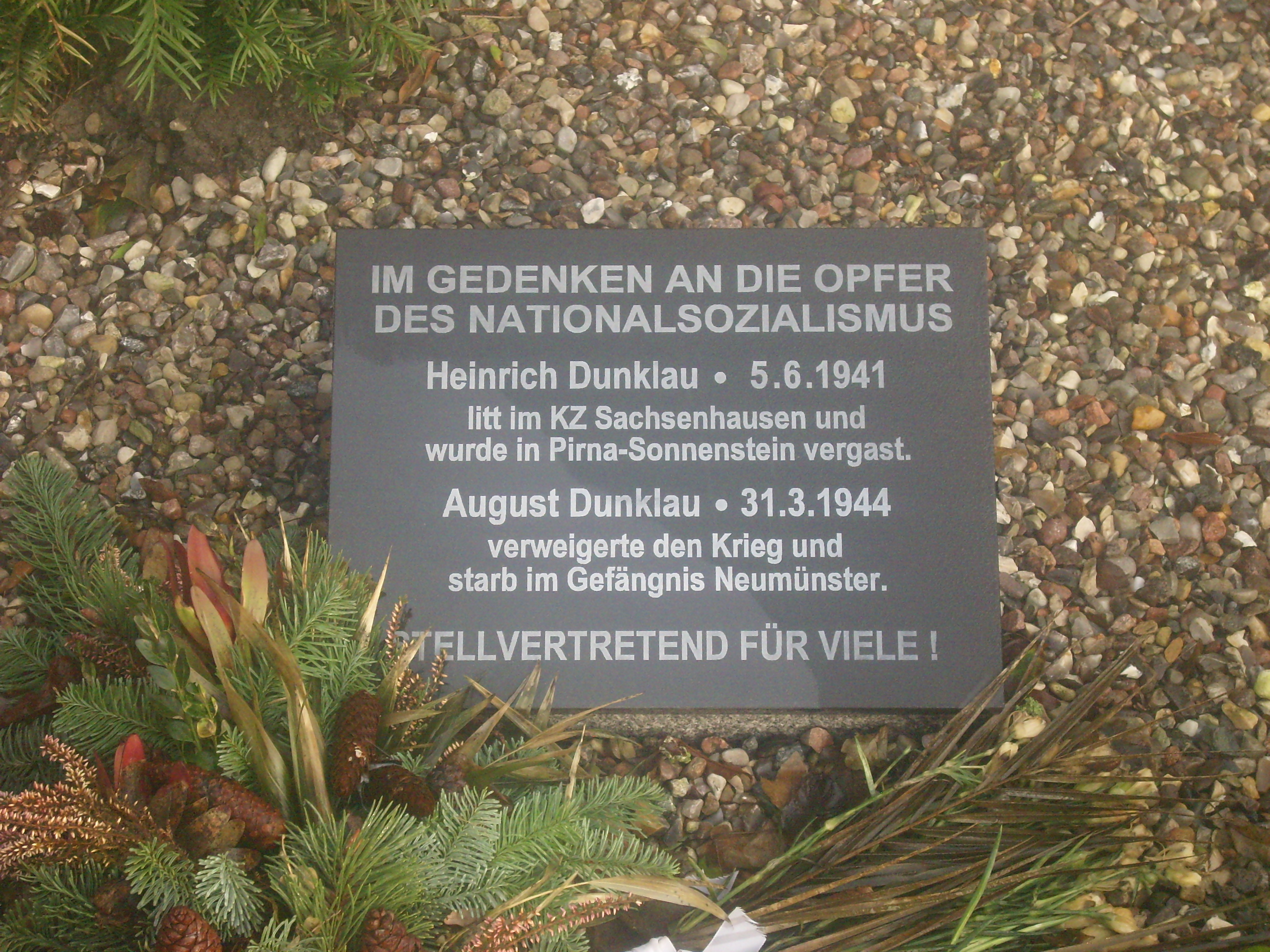
Gedenktafel für NS-Opfer (2013)

In der Ortsmitte befindet sich das Ehrenmal für die im Ersten Weltkrieg gefallenen Soldaten aus Norddeich, das 1963 erneuert und um die Gefallenen des Zweiten Weltkriegs erweitert wurde. Im November 2013 wurde es um eine Gedenkplatte für Opfer des Nationalsozialismus ergänzt.

## Personen
Der Pädagoge und Sachbuchautor August Peter Lorenzen Claussen wurde 1841 in Norddeich geboren.

## Trivia
Seit Aufkommen der Navigationsgeräte kommen immer mehr unfreiwillige Besucher, die auf die Ostfriesischen Inseln möchten. Sie verwechseln den Ort mit Norddeich in Ostfriesland.